# Whole Lotta Shakin’
«Whole Lotta Shakin’» — второй студийный альбом американского певца Карла Перкинса, вышедший в 1958 году на лейбле Columbia Records.
Пластинка по существу является коллекцией специально записанных кавер-версий рок-н-роллов и не включает ни одну песню с синглов Перкинса того времени. Альбом стал одной из первых работ Перкинса на новом лейбле Columbia, после того как он ушёл с Sun Records. На пластинке представлены хиты Литла Ричарда, Элвиса Пресли, Джерри Ли Льюиса, Рея Чарльза и Хэнка Уильямса. Альбом вышел в монофоническом звучании.

## Список композиций
1. Whole Lotta Shakin’ Goin’ On
2. Tutti-Frutti
3. Shake, Rattle and Roll
4. Sittin’ On Top Of The World
5. Ready Teddy
6. Long Tall Sally
7. That’s All Right
8. Where The Rio De Rosa Flows
9. Good Rockin’ Tonight
10. I Got a Woman
11. Hey, Good Lookin’
12. Jenny, Jenny